# Хамтрамк
Хамтрамк (англ. Hamtramck) — город в округе Уэйн в американском штате Мичиган. По переписи 2020 года население города составляло 28 433 человека. Хамтрамк окружен городом Детройт, за исключением небольшой части, которая граничит с городом-анклавом Хайленд-Парк. Хамтрамк на сегодняшний день является самым густонаселенным муниципалитетом в штате Мичиган и единственным городом с мусульманским большинством в Соединённых Штатах.
Известный в 20 веке как яркий центр польско-американской жизни и культуры, Хамтрамк привлёк в 21 веке новых иммигрантов, особенно из Йемена, Бангладеш и Пакистана. Сообщается, что в 2013 году он стал первым городом с мусульманским большинством в США. В 2015 году Хамтрамк стал первым городом с мусульманским большинством в истории Соединённых Штатов, с четырьмя из шести членов совета мусульманами. В ноябре 2021 года Хамтрамк избрал городской совет полностью из мусульман и мэра-мусульманина, став первым муниципалитетом в Соединённых Штатах, которым полностью управляют американцы-мусульмане.

## Название
Хамтрамк назван в честь франко-канадского солдата Жана-Франсуа Хамтрамка, который был первым американским командиром форта Шелби (укрепления в Детройте). Первоначально он был известен как Хамтрамк Тауншип (Hamtramck Township).

## История
Первоначально Хамтрамк был заселён немецкими фермерами, но польские иммигранты переехали в этот район, когда в 1914 году открылся завод Dodge Brothers. Ранее поляки составляли бо́льшую часть населения. Иногда его путают с Поултауном, традиционным польским районом, который раньше располагался в основном в городе Детройт и включает небольшую часть Хамтрамка. По данным опроса 2010 года, 14,5 % населения Хамтрамка имеют польское происхождение, тогда как в 1970 году оно составляло 90 % жителей.
За последние тридцать лет в город переехало большое количество иммигрантов с Ближнего и Среднего Востока (особенно из Йемена), Индии, Пакистана, Бангладеш и Непала, Юго-Восточной Европы (особенно из Боснии и Герцеговины). По данным опроса 2010 года, население города, родившееся за границей, составляло 41,1 %. Население города по переписи 1950 года составляло 43 355 человек, а по данным переписи 1990 года — 18 372 человека.
Хамтрамк располагал в основном сельскохозяйственными угодьями, хотя на Detroit Stove Works работало 1300 рабочих для производства печей. В 1901 году часть поселка была преобразована в деревню, чтобы получить больший контроль над делами поселения, а к 1922 году деревня была преобразована в город, чтобы отразить попытки аннексии со стороны соседнего города Детройт. К середине 1920-х годов 78 % жителей Хамтрамка владели собственными домами или выкупали свои дома. Примерно в то время фабричные рабочие составляли 85 % глав домохозяйств Хамтрамка. Из этих фабричных рабочих около 50 % относились к категории неквалифицированных рабочих. В 1910 году недавно основанный сборочный завод Dodge Main создал рабочие места для тысяч рабочих и принёс городу дополнительный доход. Dodge Main быстро расширился и стал важным промышленным предприятием для Хамтрамка. До строительства Dodge Main Хамтрамк был в основном сельскохозяйственным городом. Создание сборочного завода Dodge Main привело к большому притоку польских иммигрантов, которые вытеснили действующих немецких политиков. Именно после этого Хамтрамк стал считаться польско-американским городом.
К концу 20-го века и закрытию Dodge Main, за которым последовал снос General Motors ключевых частей польских кварталов, этническая принадлежность региона быстро сместилась от традиционно польских потомков к новым ближневосточным и индийским, пакистанским, бангладешским и непальским иммигрантам. Сообщается, что на выборах 2015 года Хамтрамк первым в США городом, избравшим совет с мусульманским большинством.

## География
По данным Бюро переписи населения США, город имеет общую площадь 2,09 квадратной мили (5,41 км2).
Хамтрамк в основном окружён Детройтом, за исключением его небольшой общей границы с городом Хайленд-Парк, который, в свою очередь, в основном окружён Детройтом. Хамтрамк находится примерно в 8 км от центра Детройта. Автострада I-75 примерно проходит вдоль западной границы этого города, а I-94 проходит недалеко от его южной границы.

## Культура
Хамтрамк процветал с 1910 по 1920 год, когда тысячи иммигрантов из Европы, особенно поляков, были привлечены растущей автомобильной промышленностью. Город стал всё более этнически разнообразным, но все ещё несёт много напоминаний о своём польском происхождении в фамилиях, названиях улиц и предприятиях. Согласно опросу среди школьников Хамтрамка, учащиеся назвали 26 языков в качестве родных, на которых они говорят. Девиз города был «Лига Наций». Нил Рубин из Detroit News написал в 2010 году, что, несмотря на демографические изменения, «во многом Хамтрамк по-прежнему ощущается как польский анклав».
В 1987 году детройтская телевизионная станция WDIV показала один эпизод местного ситкома под названием Hamtramck, в котором участвовал бывший питчер Detroit Tigers Дэйв Розема и эпизодическая роль менеджера Спарки Андерсона. Многие польские американцы встретили его плохими отзывами и протестами, и он был отменён до выхода в эфир второго эпизода. 
Во время переписи 2000 года в Хамтрамке снова наблюдался значительный рост: более 8000 домохозяйств и почти 23000 жителей. 
Исторический музей Хамтрамка и Центр польского искусства находятся рядом друг с другом.
В 1997 году Utne Reader назвал Хамтрамк одним из «15 самых модных районов США и Канады» отчасти из-за его панк- и альтернативной музыкальной сцены, буддийского храма, культурного разнообразия и непринуждённых рабочих кварталов. В мае 2003 года Максим Блендер назвал Хамтрамк вторым «Самым рок-н-ролльным городом» в США после Вильямсбурга в Бруклине (шт. Нью-Йорк). Хамтрамк является домом для нескольких самых известных музыкальных площадок Мичигана.
В январе 2004 года члены Исламского центра «аль-Ислях» запросили разрешение на использование громкоговорителей для трансляции исламского призыва к молитве. Эта просьба вызвала в городе ожесточённые дебаты о шуме, который может быть вызван призывом к молитве, и в конечном итоге привлекла внимание всей страны. В конце концов, в июле 2004 года Хамтрамк внёс поправки в своё постановление о шуме, разрешив совершать призывы к молитве.
Hamtramck Disneyland — арт-инсталляция в городе, построенная на двух гаражах из металла.

## Экономика
Сборочный завод General Motors в Детройте/Хамтрамке, одно из ведущих предприятий автопроизводителя, производил Chevrolet Volt, Cadillac CT6, Chevrolet Impala и Buick Lacrosse; он был закрыт в марте 2019 года и преобразован GMC в Factory ZERO для Hummer EV 2021 года.
В апреле 2009 года American Axle объявила, что планирует закрыть свой завод на границе Хамтрамка и Детройта, тем самым сократив несколько сотен рабочих мест в этом районе. По состоянию на февраль 2014 года большая часть бывшего объекта площадью 1,9 миллиона квадратных футов была снесена.
На улице Джозефа Кампау действует Центр польского искусства. Он способствует сохранению польского наследия посредством демонстрации культурных артефактов, которые часто выставляются на фестивалях, в школах и библиотеках. В центре также проходят лекции, мастер-классы, демонстрации народного творчества и мастер-классы по изготовлению писанок.
На улице Джозефа Кампау также находится Украинско-американский архив и музей. Раньше он располагался на улице Чарест. Музей призван «просвещать и информировать широкую общественность о культуре, искусстве и истории украинцев, их иммиграции в Соединённые Штаты и вкладе американцев украинского происхождения в Америку; заниматься исследованиями в этих областях; поддерживать архивы для хранения документов и других записей, относящихся к этим темам; приобретать, сохранять, экспонировать артефакты, представляющие художественную, историческую и научную ценность, относящиеся к этим темам; спонсировать общественные программы с целью изучения и сохранения наследия американцев украинского происхождения».
Более 85 лет компания Kowalski Sausage Co. производит мясные продукты, которые продаются в столичном Детройте.
Несмотря на заявление в титрах, что он был снят «в Детройте, штат Мичиган», инди-фильм 1998 года «Польская свадьба» снимался в основном в Хамтрамке. Тереза Коннелли, написавшая сценарий и снявшая фильм, провела детство в Хамтрамке.

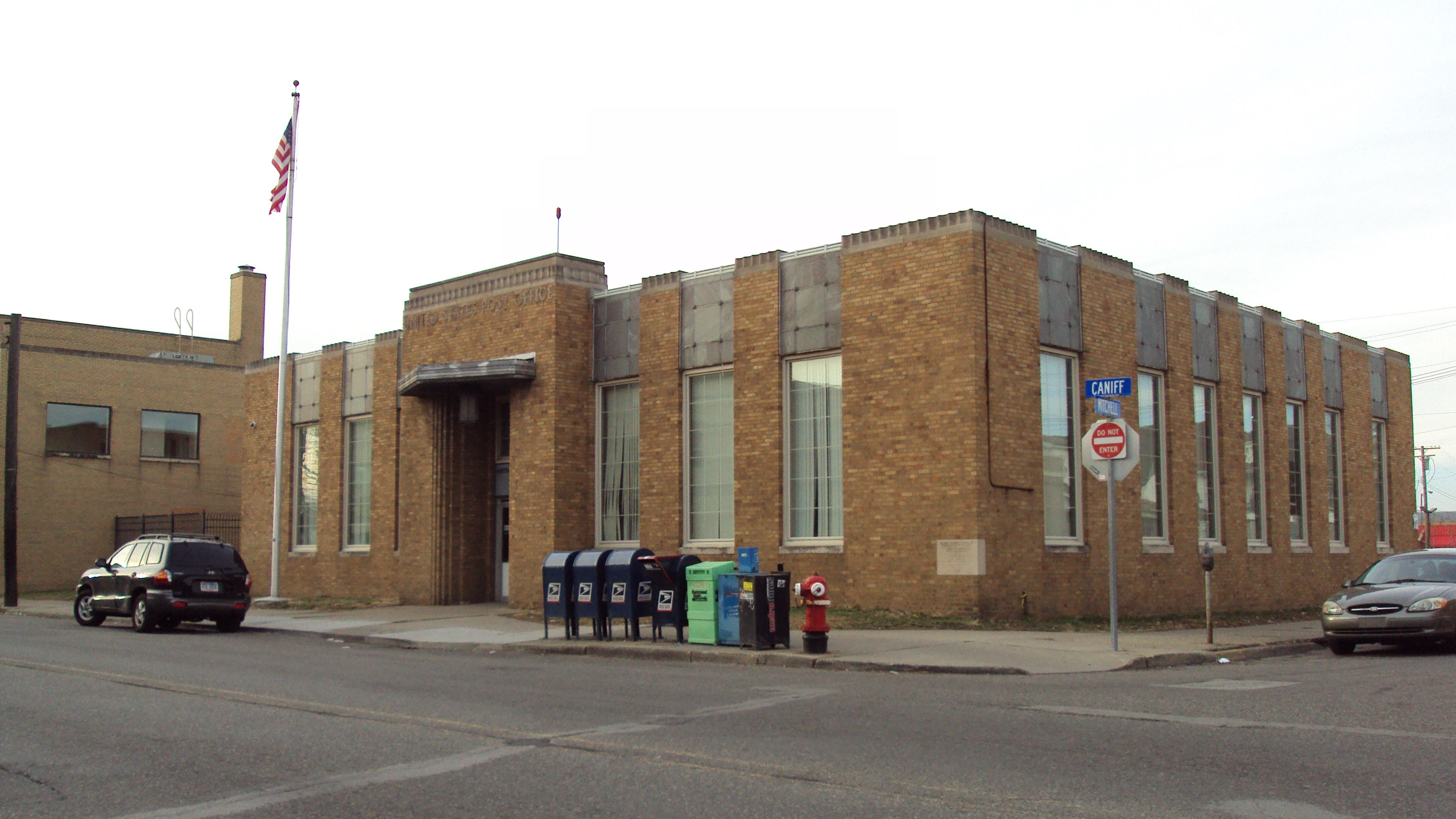
Почтовое отделение Хамтрамка

В декабре 2010 года, сославшись на общие проблемы с бюджетом и на то, что город Детройт удерживает часть общего дохода сборочного завода Детройт/Хамтрамк, расположенного на границе обоих городов, Хамтрамк потребовал, чтобы штат Мичиган разрешил ему объявить о банкротстве. Запрос был отклонён. Конкурсного управления удалось избежать, когда между городом и Детройтом была заключена сделка, согласно которой Детройт должен выплатить Хамтрамку 3,2 миллиона долларов собранных налогов в обмен на то, что Хамтрамк выплатит Детройту почти такую же сумму за просроченный счёт за воду и канализацию.
Почтовая служба США управляет почтовым отделением Хамтрамка Почтовое отделение находится в Детройте на улице Деквиндр.

## Спорт
Хамтрамк является домом для футбольного клуба «Детройт Сити» (DCFC), профессионального американского футбольного клуба, который играет в чемпионате Объединённой футбольной лиги (USLC), второй по значимости футбольной лиги США. Клуб проводит свои домашние матчи на стадионе Кейворт, который принадлежит государственным школам Хамтрамка. Клубом управляет Тревор Джеймс, бывший игрок футбольного клуба «Ипсвич Таун», который позже был помощником тренера и скаутом у Бобби Робсона.

## Демография

### Перепись 2020 года
По данным переписи 2020 года в городе проживало 28 433 человека. Плотность населения составляла 13 539,52 человека на квадратную милю (5 227,6 человека на квадратный километр). Было занято 8 139 единиц жилья. Расовый состав города был: 55,9 % «белых» (лица европейского, ближневосточного и североафриканского происхождения), 10,0 % афроамериканцев, 0,1 % коренных американцев, 26,9 % азиатов, 1,0 % представителей других рас и 6,0 % представителей двух и более рас. Латиноамериканцы составляли 1,1 % населения.

### Перепись 2010 года
По данным переписи 2010 года в городе проживало 22 423 человека, 8 897 домашних хозяйств и 5 115 семей. Плотность населения составляла 12 753,8 человека на квадратную милю (4 924,3 человека на квадратный километр). Было 8 693 единицы жилья со средней плотностью 4 159,3 на квадратную милю (1 605,9/км²). Расовый состав города был: белых — 53,5 %, афроамериканцев — 19,2 %, коренных американцев — 0,2 %, азиатов — 21,5 %, представителем других рас — 0,6 %, а представителем двух или более рас — 4,7 %. Латиноамериканцы составляли 1,4 % населения.
Было 7 063 домохозяйства, из которых 43,2 % имели детей в возрасте до 18 лет, проживающих с ними, 40,3 % были супружескими парами, проживающими вместе, 18,1 % имели домохозяйство женщины без мужей, 7,0 % имели домохозяйство мужчин без жён, а 34,7 % не были членами семьи. 28,9 % всех домохозяйств состоли из отдельных лиц, а в 9,2 % проживают одинокие люди в возрасте 65 лет и старше. Средний размер домохозяйства составлял 3,09 человека, а средний размер семьи — 3,98 человека.
Средний возраст в городе составил 28,8 лет. 31,7 % жителей были моложе 18 лет; 12,2 % были в возрасте от 18 до 24 лет; 27,9 % были в возрасте от 25 до 44 лет; 20,7 % были в возрасте от 45 до 64 лет; и 7,7 % были в возрасте 65 лет и старше. Гендерный состав города: 51,6 % мужчин и 48,4 % женщин.

### Перепись 2000 г.
По переписи 2000 г. в городе проживало 22 976 человек, 8 033 домашних хозяйства и 4 851 семья. Плотность населения составляла 10 900,5 человек на квадратную милю (4 208,7 человек на квадратный километр), что делало его самым густонаселенным городом в Мичигане. Было 8 894 единиц жилья со средней плотностью 4 219,6 на квадратную милю (1 629,2/км²). Расовый состав города был: 60,96 % белых (включая людей ближневосточного происхождения), 15,12 % афроамериканцев, 0,43 % коренных американцев, 10,37 % азиатов, 0,10 % жителей тихоокеанских островов, 1,14 % представителей других рас и 11,89 % представителей двух рас. Латиноамериканцы составляли 1,31 % населения.
По данным переписи 2000 года, основные группы предков, о которых сообщили жители Хамтрамка, были следующими:
- бангладешцы 19,7 %
- пакистанцы 11,0 %
- поляки 10,9 %
- арабы (кроме иракцев и ливанцев) 9,2 %
- македонцы 5,5 %
- азиатские индийцы 5,4 %
- чёрные или афроамериканцы 5,1 %
- украинцы 3,2 %
- албанцы 2,8 %
- ирландцы 2,2 %
- немцы 1,9 %
- итальянцы 1,8 %
- русские 1,4 %
- англичане 1,1 %
- французы (исключая басков) 0,8 %
- ливанцы 0,7 %
- шотландцы 0,7 %
- иракцы 0,5 %
- югославы 0,5 %
- мексиканцы 0,2 %

3,1 % населения Хамтрамка сообщили об албанском происхождении. Это сделало его вторым самым албанским местом в Соединённых Штатах по проценту населения, уступая только Фэрвью (шт. Северная Каролина).
Было 8 033 домохозяйства, из которых 33,3 % имели детей в возрасте до 18 лет, проживавших вместе с ними, 37,3 % были супружескими парами, проживающими вместе, 16,1 % имели домохозяйку без мужа, а 39,6 % не были семьями. 32,2 % всех домохозяйств состоли из отдельных лиц, а в 13,3 % проживали одинокие люди в возрасте 65 лет и старше. Средний размер домохозяйства составлял 2,74 человека, а средний размер семьи — 3,59 человека.
В городе население было рассредоточено: 27,8 % в возрасте до 18 лет, 10,8 % в возрасте от 18 до 24 лет, 31,9 % в возрасте от 25 до 44 лет, 17,7 % в возрасте от 45 до 64 лет и 11,9 % в возрасте 65 лет и старше. Средний возраст составил 32 года. На каждые 100 женщин приходилось 110,4 мужчин. На каждые 100 женщин в возрасте 18 лет и старше приходилось 109,6 мужчин.
Средний доход семьи в городе составлял 26 616 долларов, а средний доход семьи — 30 496 долларов. Средний доход мужчин составлял 29 368 долларов против 22 346 долларов у женщин. Доход на душу населения в городе составлял 12 691 доллар. Около 24,1 % семей и 27,0 % населения находились за чертой бедности, в том числе 36,9 % лиц моложе 18 лет и 18,1 % лиц в возрасте 65 лет и старше.
С переписи 1990 года по перепись 2000 года население города увеличилось на 25 %. Салли Хауэлл, автор книги «Конкуренция за мусульман: новые стратегии обновления городов в Детройте», написала, что это «в подавляющем большинстве случаев» было связано с иммиграцией из стран, в которых большинство составляют мусульмане.
С 1990 по 2000 год из всех муниципалитетах округов Уэйн, Окленд и Макомб в Хамтрамке был самый высокий процентный прирост азиатского населения. Согласно переписи населения США 1990 года, в нём проживало 222 азиата, а по данным переписи населения США 2000 года — 2382 человека, что на 973 % больше.

### Этнические группы
Исторически в Хамтрамке жило много иммигрантов из Восточной Европы. В 20 веке Хамтрамк был в основном населён поляками. Джордж Тиш из Metro Times заявил, что «на заре автомобильной промышленности население Хамтрамка увеличилось за счёт поляков, настолько, что вы с большей вероятностью слышали польский язык на улице Джозефа Кампау, чем на любом другом языке». Более поздние волны иммиграции привели албанцев, боснийцев, македонцев, украинцев и йеменцев. К 2001 году в Хамтрамк перебрались множество бангладешцев, боснийцев и иракских халдеев. По состоянию на 2011 год почти каждый пятый житель Хамтрамка был азиатом (за исключением выходцев из Юго-Западной Азии). По состоянию на 2003 год в Хамтрамке говорят более чем на 30 языках и присутствуют более четырёх религий. Четыре основные религии: ислам, христианство, индуизм и буддизм.
В июне 2013 года городская комиссия по человеческим отношениям способствовала поднятию флагов 18 стран, из которых эмигрировали жители Хамтрамка. Они выставлены на улице Джозефа Кампау с развевающимися на обоих концах американскими флагами.

#### Бангладешско-бенгальское население
В 1930-х годах первая группа бангладешско-бенгальцев прибыла в Детройт и Хамтрамк. Первое значительное население бенгальцев начало прибывать в конце 1980-х годов, и бенгальцы стали значительной частью населения города в 1990-х годах. Наибольший рост пришёлся на 1990-е и 2000-е годы. К 2001 году многие американцы бангладешского происхождения переехали из Нью-Йорка, особенно из Астории (Квинс), в Хамтрамк и восточную часть Детройта. Многие переехали из-за более низкой стоимости жизни, больших площадей, работы на небольших фабриках и большой мусульманской общины в Детройтской агломерации. Многие американцы бангладешского происхождения переехали в Квинс, а затем в Детройтскую агломерацию.
В 2002 году более 80 % бангладешского населения в округов Уэйн, Окленд и Макомб проживало в Хамтрамке и некоторых близлежащих районах Детройта. В целом в этом районе проживало почти 1500 этнических бангладешцев. Почти 75 % бангладешских мичиганцев живут в Хамтрамке.
К 2002 году вдоль Конант-авеню образовался бенгальский деловой район, и некоторые жители назвали его «Маленькая Бенгалия». Район вдоль улиц Канифф и Конант включал рынки, магазины, мечети и пекарни, принадлежащие бангладешцам, индийцам и пакистанцам. К 2008 году бенгальский деловой район между Дэвисон и Гарольд-стрит и частично в черте города Детройт получил почётное звание «Бангладеш-авеню» и должен был быть посвящён в него 8 ноября 2008 года. Акикул Х. Шамин, президент Бангладешской ассоциации штата Мичиган, подсчитал, что бангладешцы управляют 80 % зданий и предприятий в части Конант-авеню. По состоянию на февраль 2008 года городские власти планировали установить вывеску с надписью «Город Бангладеш» в деловом районе.
В 2002 году численность жителей Хамтрамка из Южной Азии оценивалась от 7 000 до 10 000 человек. По состоянию на 2001 год государственные школы Хамтрамка посещали 900 зарегистрированных учеников, говорящих на бенгали и урду.
По состоянию на 2014 год в городе насчитывалось более 13 магазинов бенгальской одежды.

#### Йеменское население
По состоянию на 2006 год большая часть ближневосточного населения Хамтрамка — йеменцы. Хаким Алмасмари писал в 2006 году, что «несколько улиц, кажется, населены исключительно йеменскими американцами, и йеменская культура пронизывает социальную, деловую и политическую жизнь города». Многие йеменские рестораны находятся в Хамтрамке, а йеменская община управляет мечетью Муаза ибн Джабаля (араб. مسجد معاذ بن جبل‎),, которая была построена в 1976 году. В 2005 году мечеть, расположенная сразу за юго-восточной границей Хамтрамка, была самой большой мечетью из десяти в радиусе трёх миль. Салли Хауэлл писала, что государственные чиновники и местные мусульмане «приписывают мечети то, что она превратила один из самых суровых районов Детройта в разгар кокаиновой эпидемии 1980-х годов, делая его улицы безопасными, оживляя бездействующий рынок жилья, привлекая новый бизнес в этот район и закладывая основу для этнически смешанного, хорошо заметного мусульманского населения в Детройте и Хамтрамке».
По словам Алмасмари, некоторые из первых йеменцев, прибывших в Хамтрамк, сказали, что йеменцы впервые прибыли в Хамтрамк в 1960-х годах. В проекте Мичиганского университета «Построение ислама в Детройте: основы / формы / будущее» говорится, что йеменцы начали прибывать в 1970-х годах.
В 2013 году чилийский художник Дасик Фернандес создал фреску с размерами 90-футов (27 м) на 30-футов (9,1 м) на ресторане Шиба, посвященную йеменскому населению. На фреске изображены девушка в вуали, украшенная голубым небом, крестьянин в тюрбане и женщина в хиджабе. Фреску заказали арабско-американский и халдейский совет и коалиция OneHamtramck.

### Религиозные и политические вопросы
В 2000-х годах бенгальская мечеть под названием аль-Ислях Джами Масджид попросила разрешения транслировать азан из громкоговорителей за пределами мечети и запросила разрешение на это у городских властей. Это была одна из самых новых мечетей в Хамтрамке. Салли Хауэлл писала, что запрос «вызвал кипящие исламофобские настроения» в Хамтрамке. Мусульмане и межконфессиональные активисты поддержали мечеть. В полемике участвовали некоторые антимусульманские активисты, в том числе из других штатов, включая Кентукки и Огайо. Хауэлл добавил, что полемика, вызванная «штормом в международных СМИ», стала «катарсическим испытанием „свобод“, за которые мы, как говорили, „боролись“ в Афганистане и Ираке» для остальной части Соединённых Штатов". В 2004 году городской совет единогласно проголосовал за то, чтобы разрешить мечетям транслировать азан на общественных улицах, что сделало его одним из немногих городов США, где это разрешено. Некоторые люди решительно возражали против разрешения азана. В 2015 году некоторые жители жаловались, что они могли слышать призыв к молитве с электронным усилением в своих домах пять раз в день, причём один из них был в 6 часов утра.
В 2023 году городской совет Хамтрамка одобрил забой животных в домашних хозяйствах в религиозных целях мусульман.

## Правительство

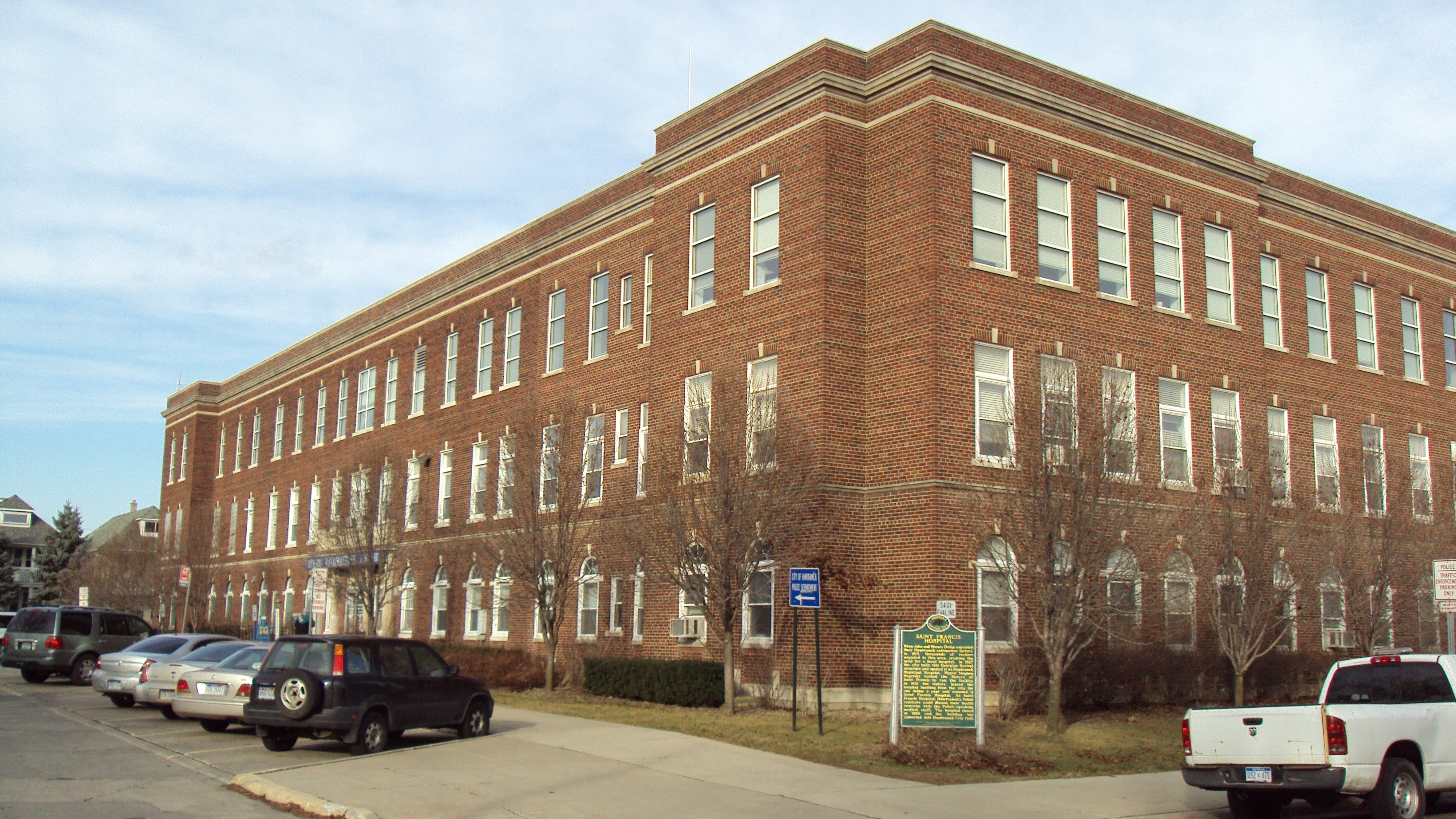
Ратуша

Хамтрамк управляется советом, при которой избранный мэр города является главным исполнительным директором. Городской совет состоит из шести мест. Хотя мэр входит в состав совета, он избирается отдельно и голосует только в случае равенства голосов, а также по постановлениям и контрактам. Городской совет нанимает городского менеджера, который становится главным административным лицом города. У городского менеджера есть полномочия и ответственность за назначение и увольнение всех городских служащих и глав отделов, подготовку городского бюджета и другие городские функции.
Нынешняя ратуша Хамтрамка — это бывшее здание больницы. В 1927 году открылась муниципальная больница, расположенная в здании эпохи георгианского возрождения. Мэр Хамтрамка попросил сестёр Святого Франциска управлять больницей. В 1931 году религиозный орден начал арендовать больницу у городского правительства за 1 доллар в год. Больница была переименована в больницу Святого Франциска. На протяжении своего существования она предлагал услуги польскоязычным. В 1969 году больница закрылась, а здание стало городской ратушей.
В ноябре 2015 года Хамтрамк стал первым американским городом, избравшим городской совет с мусульманским большинством. В 2022 году он стал первым американским городом с полностью мусульманским правительством. Отделение тюрьмы округа Уэйн управляет следственным изолятором Уильяма Дикерсона в Хамтрамке. Город взимает городской подоходный налог в размере 1 процента с жителей и 0,5 процента с нерезидентов.

## Образование

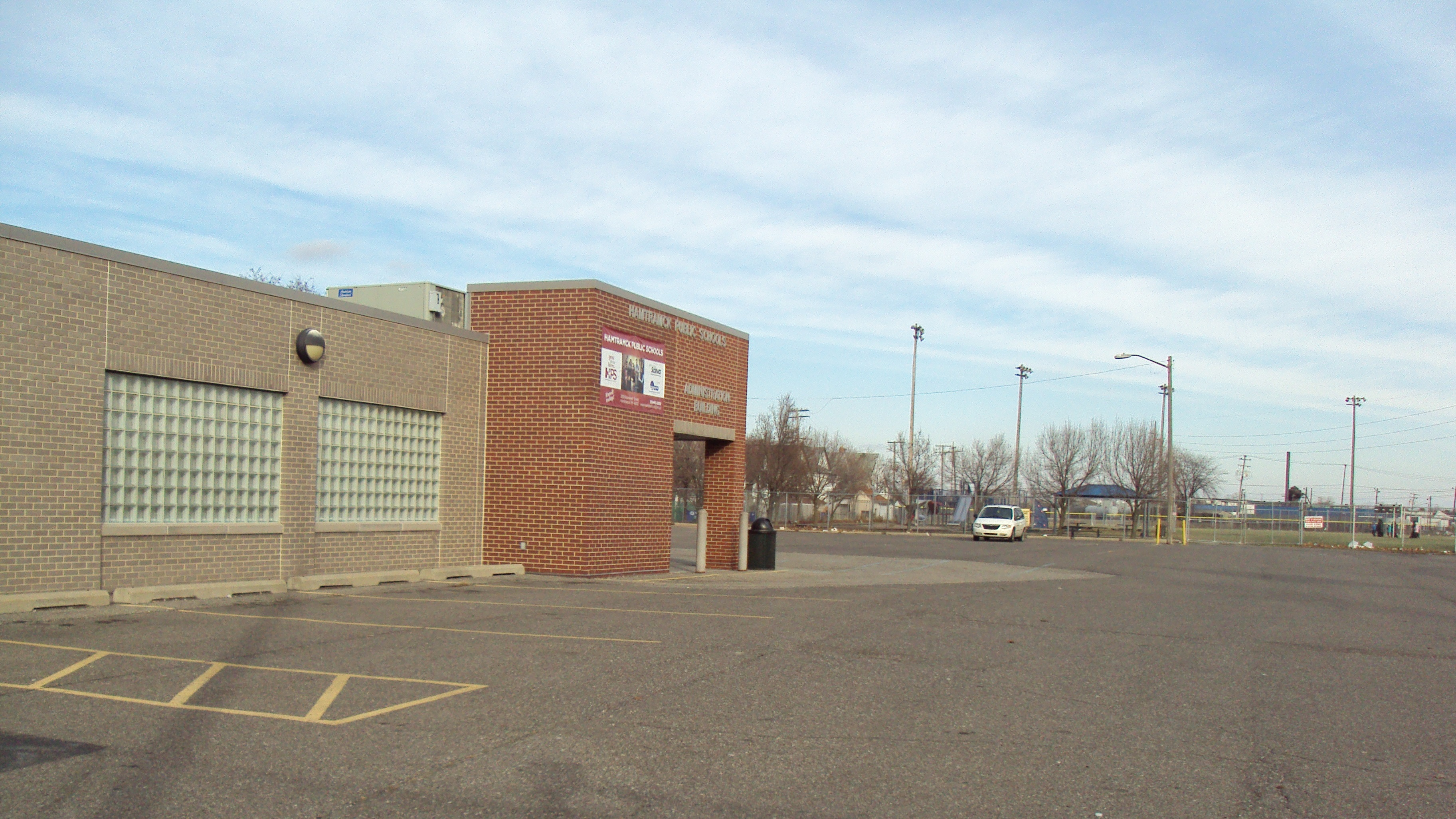
Штаб-квартира государственных школ Хамтрамка

В Хамтрамк действуют государственные школы.
Хамтрамк исторически был населён польской католической общиной, поэтому в нём размещались католические школы Римско-католической архиепископии Детройта. Одно из зданий, которое когда-то использовалось школой Хэнли, раньше было начальной школой Св. Флориана. Другие католические начальные школы включали Начальную школу Богоматери Королевы Апостолов и Начальную школу святого Ладислава. В городе также находилась средняя школа св. Флориана, католическая средняя школа, которая открылась в 1940 году и располагалась в другом крыле того же здания, что и школа св. Флориана.
В 1925 году 2217 учеников посещали школу св. Флориана, что сделало её крупнейшей католической начальной школой в городе. В том же году в школе св. Ладислава было 1540 учеников, а в школе Богоматери Королевы Апостолов было 1316 учеников. Джоэллен Макнергни Виньярд, автор книги «За веру и удачу: образование иммигрантов-католиков в Детройте, 1805—1925», писала, что классы были «более переполнены, чем в большинстве польских приходских школ в Детройте». В католических школах в Хамтрамке часто было 70 учеников в классе по сравнению с 45 учениками в классе в государственных школах Хамтрамка. Дети обычно выборочно посещали религиозные школы в определённые периоды, чтобы они могли усвоить религиозные идеалы, но ходили в государственную школу для освоения дошкольного образования и на более поздних этапах. В 1920-х годах в Хамтрамке не было католической средней школы, а большинство родителей отдавали своих детей в государственную среднюю школу. Фелицианская академия и Польская католическая средняя школа св. Иосифа в Детройте располагались в нескольких кварталах от границы с Хамтрамком. Некоторые родители отдавали своих детей в эти школы.
В 1992 году в бывшем здании школы св. Ладислава открылась начальная школа Дикинсон-Уэст. Осенью 2002 года средняя школа св. Флориана и средняя школа епископа Галлахера в Харпер-Вудс объединились в католическую среднюю школу Тринити в Харпер-Вудс. На тот момент начальная школа св. Флориана оставалась открытой. В 2005 году архиепископия объявила о закрытии начальной школы св. Флориана. После закрытия этой школы в черте города Хамтрамк не осталось католических школ. В том же году архиепископия объявила о закрытии средней школы Тринити.

## Хронология

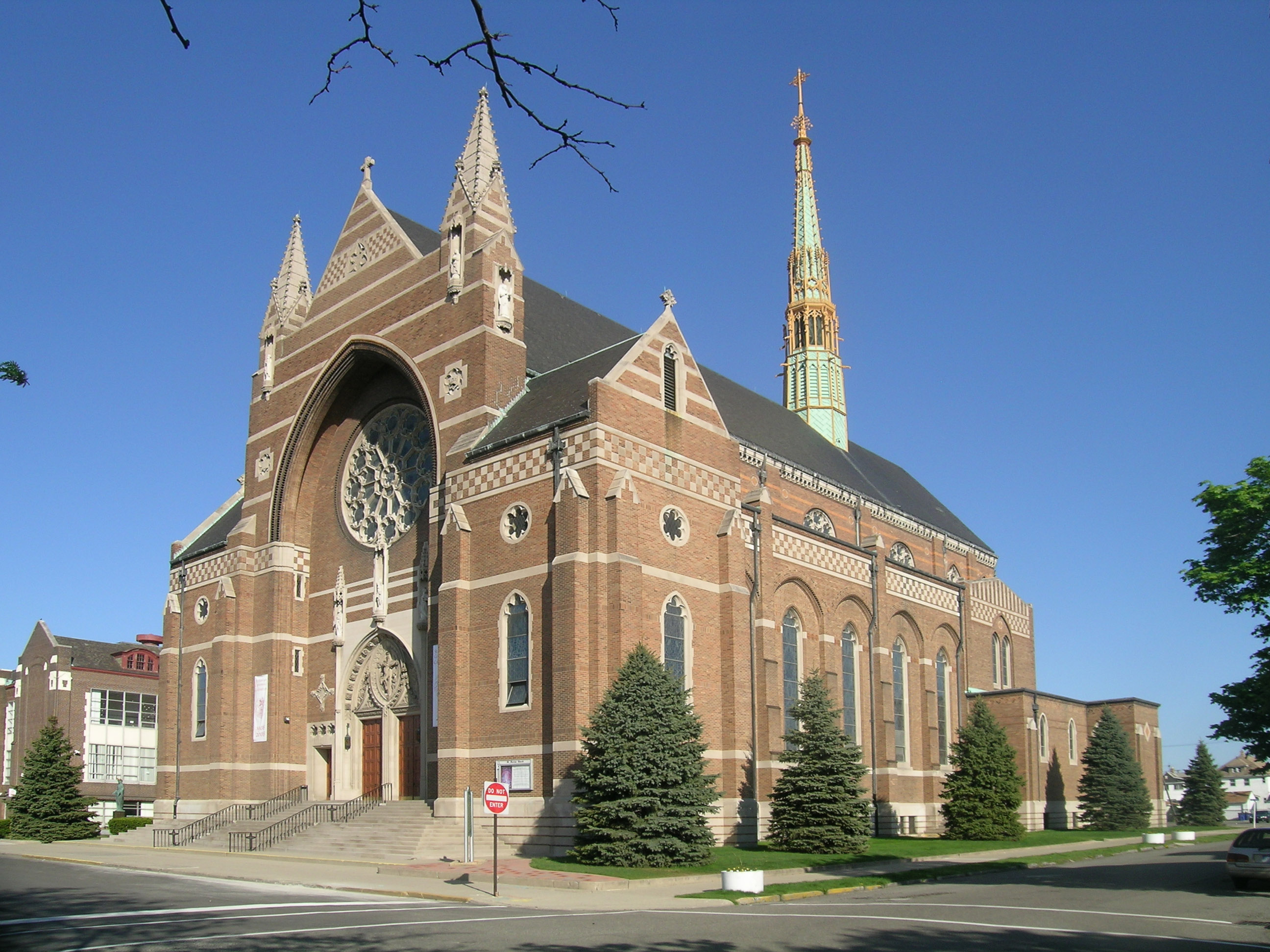
Церковь Святого Флориана

- 1796: Полковник Жан-Франсуа Хамтрамк завладел Детройтом после эвакуации британских войск.
- 1798: Основан городок Хамтрамк.[73]
- 1901: Хамтрамк стал деревней.[11]
- 1908: Приход Римско-католической церкви св. Флориана — первая католическая церковь в Хамтрамке.[74]
- 1910: Автомобильная компания Dodge Brothers Motor Car Company закладывает фундамент автомобильного завода в Хамтрамке; начинается бурный приток иммигрантов из Европы.[11]
- 1914: Запуск завода Dodge Brothers.[75]
- 1922: Хамтрамк становится городом, чтобы защитить себя от аннексии Детройтом; Питер С. Ежевски — первый мэр.[11]
- 1926: построено нынешнее здание св. Флориана.[74]
- 1996: В ноябре избиратели принимают Постановление о сохранении парковой зоны в Хамтрамке 64 % голосов после годичной кампании, что стало первым случаем принятия постановления в городе на референдуме населения.[76]
- 2000: Хамтрамк переходит в чрезвычайное финансовое положение из-за дефицита в миллион долларов и политических распрей. Губернатор Энглер назначает Луиса Шиммеля финансовым менеджером по чрезвычайным ситуациям.[77]
- 2005: Избиратели Хамтрамка ратифицируют новую городскую хартию[78]
- 2007: Хамтрамк отказывается от экстренного финансового управления.
- 2010: Хамтрамк запросил у штата Мичиган разрешение подать заявление о защите от банкротства.
- 2013: Хамтрамк становится первым американским городом с мусульманским большинством.[6][7]
- 2014: Хамтрамк снова занимается управлением чрезвычайными ситуациями.[79]
- 2015: Хамтрамк становится первым американским городом, избравшим городской совет с мусульманским большинством.[6][7]
- 2018: Город во второй раз выведен из-под опеки.[80]
- 2022: Хамтрамк становится первым американским городом с полностью мусульманским правительством.[62]
- 2023: Городской совет Хамтрамка одобряет принесение в жертву животных в религиозных целях.[81]